# Szara Sień na Wawelu
Szara Sień – jedno z pomieszczeń Zamku Królewskiego na Wawelu, wchodzące w skład ekspozycji Prywatnych Apartamentów Królewskich. Z komnaty prowadzi wyjście na krużganki i do Pawilonu Gotyckiego.
Sala wyposażona jest obecnie w dzieła sztuki flamandzkiej i holenderskiej z XVII w. Na ścianach obrazy: Polowanie - z kręgu Jana I Breughela oraz Bitwa morska, pędzla Hendricka Cornelisa Vrooma.